# 高準熹
高準熹（1985年8月31日—），韓國女演員，本名金恩珠（김은주），出演《狐狸啊，你在做什麼？》之後便用她在此劇的角色名字作為藝名。常見譯名為高俊熙、高濬熙。

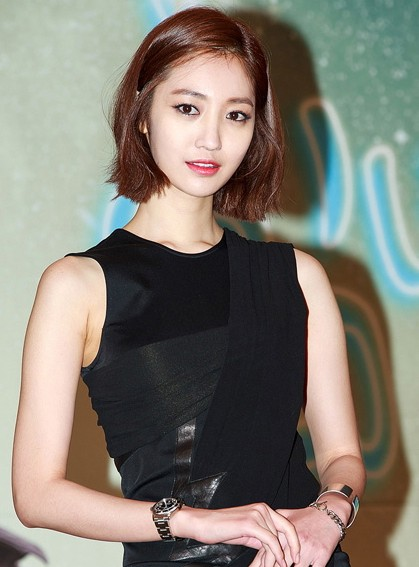
2012年的高準熹

## 演藝生涯
2019年4月1日高準熹在受不了各方揣測與勝利的人脈關係，也不忍家人遭受辱罵，因此在Instagram和微博發文說明未參與Burning Sun-勝利門事件，並確定不接演KBS連續劇《香水》。

## 演出作品

### 電視劇
- 2003年：MBC《跳動的人生》飾演 趙英知
- 2004年:   MBC 《Nonstop4》 飾演 恩珠
- 2005年：SBS《餅乾老師星星糖》飾演 善兒
- 2006年：MBC《狐狸啊，你在做什麼？》飾演 高準熹
- 2007年：SBS《為愛瘋狂》飾演 趙敏珠
- 2008年：SBS《不汗黨》飾演 英淑
- 2008年：MBC《綜合醫院2》飾演 姜恩智
- 2010年：KBS《推奴》飾演 妓生
- 2011年：MBC《能聽見我的心嗎？》飾演 姜敏秀
- 2012年：tvN《一年十二個男人》飾演 朴譚雅
- 2012年：SBS《追擊者 THE CHASER》飾演 徐智媛
- 2013年：SBS《野王》飾演 石秀晶
- 2015年：MBC《她很漂亮》飾演 閔夏莉
- 2016年：中國《夏夢狂詩曲》飾演 裴詩
- 2017年：JTBC《Untouchable》飾演 具慈京
- 2019年：OCN《附身》飾演 洪書靜

### 電影
- 2007年：《驚駭糖果屋》（客串）
- 2008年：《女童軍》
- 2012年：《人類滅亡報告書》
- 2012年：《建築學概論》飾 恩彩
- 2013年：《結婚前夕》
- 2014年：《紅地毯》
- 2015年：《我的至親惡黨（朝鲜语：나의 절친 악당들）》飾 娜美

### MV
- 2004年：SG Wannabe《Don't Know Why》（與金興銖）
- 2005年：朴新陽《戀人》
- 2005年：朴新陽《為了在某個地方聽著我為你唱著歌的你》
- 2005年：朴孝信《消逝的日子》（與溫朱莞）
- 2006年：李秀英《變冷》

## 綜藝節目
- 2013年：MBC《我們結婚了》（與2AM鄭珍雲為珍惜夫婦）

## 獲獎
- 2012年：SBS演技大賞－新星獎（追擊者 THE CHASER）

## 外部連結
- 高準熹的Instagram帳戶
- 高準熹的新浪微博（简体中文）
- 高準熹在NAVER上的资料
- 高準熹在Daum上的资料